# Alois Greil

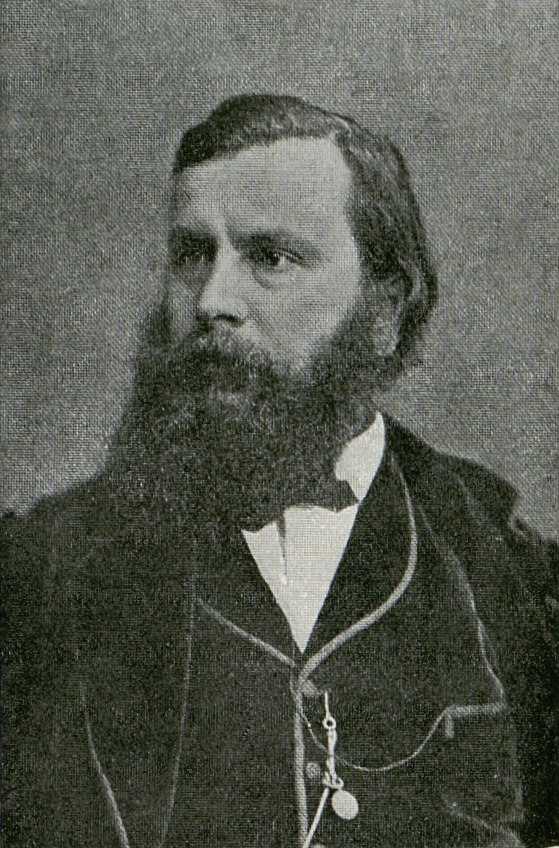
Alois Greil

Alois Greil (* 27. März 1841 in Linz; † 12. Oktober 1902 in Wien) war ein österreichischer Maler und Illustrator.

## Leben

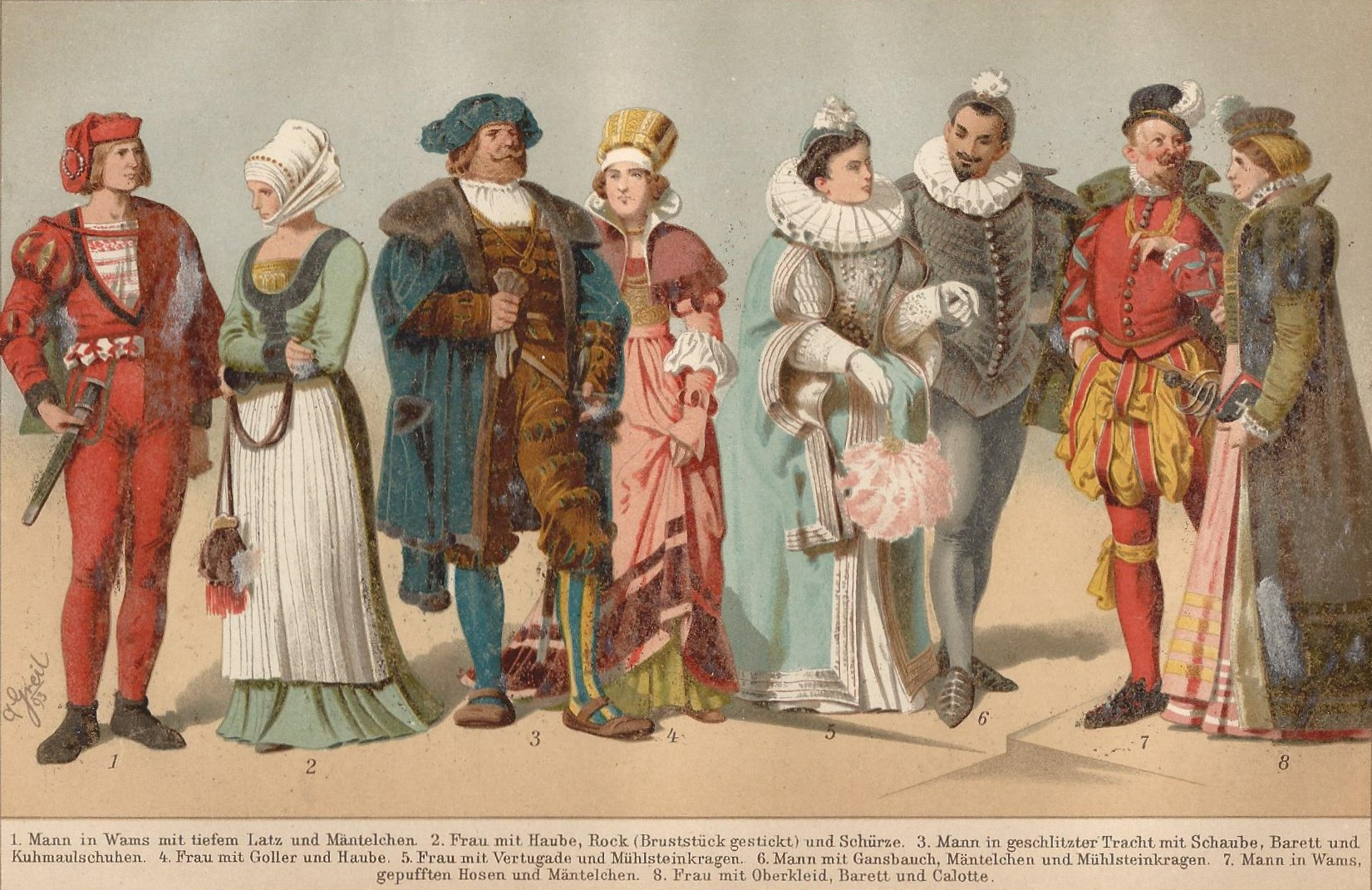
Kostüme des 16. Jahrhunderts, Illustration für die Brockhaus Enzyklopädie

Greil stammte aus einer Tiroler Künstlerfamilie. Er wurde durch Adalbert Stifter gefördert und erhielt 1857 ein Stipendium für die Akademie der bildenden Künste Wien. Er studierte dort bei Christian Ruben und widmete sich vor allem der Historienmalerei. 1867 kehrte er nach Linz zurück, lebte aber 1868/69 in Stuttgart und ab 1873 in Wien. Er aquarellierte bäuerliche Motive und Landschaften, trug historische und zeitgenössische Kleiderdarstellungen für die Blätter für Kostümkunde bei und malte Genrebilder. In seinen frühen Arbeiten ist er von dem Werk von Peter Fendi und dessen Schülern beeinflusst, in seiner Reifephase um 1870 folgt sein Œuvre dem Stil von Moritz von Schwind und Carl Spitzweg, mitunter auch dem der Düsseldorfer Malerschule. Von 1878 bis nach 1885 war er Präsident des Albrecht-Dürer-Bunds (Gesellschaft der Akademiker). Von 1870 bis 1880 arbeitete er als Illustrator für Die Gartenlaube. Außerdem illustrierte er die Neue Illustrierte Zeitung, die Brockhaus Enzyklopädie und zahlreiche Gesamtausgaben dichterischer Werke, zum Beispiel von Ludwig Anzengruber, Eduard von Bauernfeld, Franz Grillparzer, Robert Hamerling, Peter Rosegger, Adalbert Stifter und Johann Nepomuk Vogl.